# 辺境自警隊
『辺境自警隊』（へんきょうじけいたい）とは、幻超二のファンタジー漫画作品。著者が20歳ぐらいの時に描かれた。
勇者レオンらが魔王ノウエルの復活を阻んでから25年。地獄の三姉妹「GORGON」によって再び魔王の眠りがさまされようとしていた。そこへ、辺境自警隊派出所13号勤務・未熟な（ヘッポコ）隊員であるハーフエルフのミレアとワータイガーのバームらが、なぜかその復活を止めるために封印の解かれた場所へ向かう。